# Facundo Díaz Acosta
Facundo Díaz Acosta (Buenos Aires, 15 de diciembre de 2000) es un tenista argentino que comenzó a competir en 2018. 
Su primer título fue el Challenger de Coquimbo 2022, superando a Pedro Boscardin Dias en la final. En 2024 ganó su primer título ATP, el ATP 250 de Buenos Aires, tras derrotar al chileno Nicolás Jarry en la final.

## Biografía
Comenzó a jugar al tenis a los ocho años. Se entrenó en el Club Comercio de Núñez hasta los trece años, cuando se acercó a la Academia Hood & Monachesi.

## Carrera profesional
En 2017 obtuvo sus primeros puntos ATP en torneos Future de Argentina.
Participó en los Juegos Olímpicos de la Juventud 2018 donde obtuvo la medalla de oro en dobles junto a Sebastián Báez y la medalla de plata en individuales. En noviembre de ese mismo año, Díaz Acosta logró clasificar por primera vez al cuadro principal de un challenger, al superar la fase de clasificación del Uruguay Open.
En mayo de 2022 obtiene su primer Challenger en Coquimbo. En ese año también participó en los Juegos Suramericanos de 2022, donde logró la medalla de oro en individuales y la de bronce en dobles junto a Tomás Farjat, un año después obtuvo la medalla de oro en los Juegos Panamericanos de 2023.
En 2024 recibió una wild card para participar del Argentina Open 2024, debutó frente a Daniel Altmaier, a quien superó por 6-3 y 7-6, en segunda ronda venció a  Francisco Cerúndolo por 7-6 y 6-0. En cuartos de final se enfrentó a Dušan Lajović, a quien le ganó 6-4 y 6-3, en semifinales superó a su compatriota Federico Coria por 6-2 y 6-3.El 18 de febrero, en la final le ganó a Nicolás Jarry, segundo preclasificado del torneo, por 6-3 y 6-4 consagrándose así campeón del ATP 250 de Buenos Aires y logrando el primer título ATP de su carrera.
En mayo sufrió una lesión en su omóplato derecho que lo acarreó durante algunos meses, por lo que se perdió el Masters de Roma, el Roland Garros y los Juegos Olímpicos de París.

## Títulos ATP (1; 1+0)

### Individual (1)
| Leyenda                   |
| Grand Slam (0)            |
| ATP Tour Finals (0)       |
| ATP Tour Masters 1000 (0) |
| ATP Tour 500 (0)          |
| ATP Tour 250 (1)          |

| N.º | Fecha                 | Torneo       | Superficie    | Oponente en la final | Resultado |
| --- | --------------------- | ------------ | ------------- | -------------------- | --------- |
| 1.  | 18 de febrero de 2024 | Buenos Aires | Tierra batida | Nicolás Jarry        | 6-3, 6-4  |

## Títulos ATP Challenger (6; 5+1)

### Individuales (5)
| N.° | Fecha                   | Torneo                   | Superficie            | Oponente en la final | Resultado     |
| --- | ----------------------- | ------------------------ | --------------------- | -------------------- | ------------- |
| 1.  | 14 de mayo de 2022      | Challenger de Coquimbo   | Tierra batida         | Pedro Boscardin Dias | 7-5, 7-6(4)   |
| 2.  | 30 de abril de 2023     | Challenger de Savannah   | Tierra batida (verde) | Tristan Boyer        | 6-3, 6-1      |
| 3.  | 20 de mayo de 2023      | Challenger de Oeiras II  | Tierra batida         | Aleksandar Vukic     | 6-4, 6-3      |
| 4.  | 9 de julio de 2023      | Challenger de Milán      | Tierra batida         | Matteo Gigante       | 6-3, 6-3      |
| 5.  | 19 de noviembre de 2023 | Challenger de Montevideo | Tierra batida         | Thiago Monteiro      | 6-3, 4-3 ret. |

### Finalista (3)
| N.° | Fecha                 | Torneo                   | Superficie    | Oponente en la final       | Resultado     |
| --- | --------------------- | ------------------------ | ------------- | -------------------------- | ------------- |
| 1.  | 9 de enero de 2022    | Challenger de Tigre      | Tierra batida | Santiago Rodríguez Taverna | 4-6, 2-6      |
| 2.  | 23 de octubre de 2022 | Challenger de Coquimbo 2 | Tierra batida | Juan Manuel Cerúndolo      | 3-6, 6-3, 4-6 |
| 3.  | 11 de junio de 2023   | Challenger de Heilbronn  | Tierra batida | Matteo Arnaldi             | 6-7, 1-6      |

### Dobles (1)
| N.° | Fecha                   | Torneo                | Superficie    | Pareja                  | Oponentes en la final                         | Resultado           |
| --- | ----------------------- | --------------------- | ------------- | ----------------------- | --------------------------------------------- | ------------------- |
| 1.  | 9 de septiembre de 2022 | Challenger de Sevilla | Tierra batida | Román Andrés Burruchaga | Alberto Barroso Campos Nicolás Álvarez Varona | 7-5, 6-7(8), [10-7] |

### Finalista (5)
| N.° | Fecha                   | Torneo                        | Superficie    | Pareja                  | Oponentes en la final                   | Resultado |
| --- | ----------------------- | ----------------------------- | ------------- | ----------------------- | --------------------------------------- | --------- |
| 1.  | 18 de julio de 2021     | Challenger de Todi            | Tierra batida | Alexander Merino        | Francesco Forti Giulio Zeppieri         | 3-6, 2-6  |
| 2.  | 9 de enero de 2022      | Challenger de Tigre           | Tierra batida | Matías Franco Descotte  | Conner Huertas del Pino Mats Rosenkranz | 6-5 ret.  |
| 3.  | 1 de octubre de 2022    | Challenger de Buenos Aires II | Tierra batida | Román Andrés Burruchaga | Guido Andreozzi Guillermo Durán         | 0-6, 5-7  |
| 4.  | 5 de noviembre de 2022  | Challenger de Guayaquil       | Tierra batida | Luis David Martínez     | Guido Andreozzi Guillermo Durán         | 0-6, 4-6  |
| 5.  | 12 de noviembre de 2022 | Challenger de Montevideo      | Tierra batida | Luis David Martínez     | Karol Drzewiecki Piotr Matuszewski      | 4-6, 4-6  |

## Finales ITF

### Individuales: 6 (3–3)
| Leyenda (individuales)      |
| --------------------------- |
| ITF World Tennis Tour (3–3) |

| Títulos por superficie |
| ---------------------- |
| Dura (0–0)             |
| Arcilla (3–3)          |
| Césped (0–0)           |

| Resultado | G–P | Fecha           | Torneo                                 | Nivel             | Superficie | Oponente                  | Resultado          |
| --------- | --- | --------------- | -------------------------------------- | ----------------- | ---------- | ------------------------- | ------------------ |
| Derrota   | 0–1 | May 2019        | M25 Vic, España                        | World Tennis Tour | Arcilla    | Raúl Brancaccio           | 7–5, 5–7, 3–6      |
| Derrota   | 0–2 | Jun 2019        | M15 Majadahonda, España                | World Tennis Tour | Arcilla    | Pol Toledo Bague          | 2–6, 6–7(2–7)      |
| Campeón   | 1–2 | Agosto 2019     | M15 Santa Cristina val Gardena, Italia | World Tennis Tour | Arcilla    | Wilson Leite              | 6–7(7–9), 6–1, 6–2 |
| Campeón   | 2–2 | Marzo 2020      | M25 Hurlingham, Argentina              | World Tennis Tour | Arcilla    | Juan Manuel Cerúndolo     | 6–4, 6–3           |
| Derrota   | 2–3 | Agosto 2021     | M25 Prostejov, República Checa         | World Tennis Tour | Arcilla    | Nikolas Sanchez Izquierdo | 4–6, 6–1, 6–2      |
| Campeón   | 3–3 | Septiembre 2021 | M25 Eupen, Belgium                     | World Tennis Tour | Arcilla    | Matteo Arnaldi            | 7–6(7–2), 6–2      |

### Dobles 4 (2–2)
| Leyenda (dobles)            |
| --------------------------- |
| ATP Challenger Tour (0–2)   |
| ITF World Tennis Tour (2–0) |

| Títulos por superficie |
| ---------------------- |
| Dura (1–0)             |
| Arcilla (1–2)          |
| Césped (0–0)           |

| Resultado | G–P | Fecha          | Torneo                  | Nivel             | Superficie | Pareja                   | Oponentes                               | Resultado             |
| --------- | --- | -------------- | ----------------------- | ----------------- | ---------- | ------------------------ | --------------------------------------- | --------------------- |
| Campeón   | 1–0 | Noviembre 2020 | M15 Heraklion, Grecia   | World Tennis Tour | Dura       | Mateus Alves             | Corentin Denolly Jonathan Eysseric      | 4–6, 6–3, [10–4]      |
| Campeón   | 2–0 | Noviembre 2020 | M15 Madrid, España      | World Tennis Tour | Arcilla    | Gerardo López Villaseñor | Íñigo Cervantes Oriol Roca Batalla      | 7–6(7–4), 2–6, [10–6] |
| Derrota   | 2-1 | Julio 2021     | Todi, Italia            | Challenger        | Arcilla    | Alexander Merino         | Francesco Forti Giulio Zeppieri         | 3–6, 2–6              |
| Derrota   | 2-2 | Enero 2022     | Buenos Aires, Argentina | Challenger        | Arcilla    | Matías Franco Descotte   | Conner Huertas del Pino Mats Rosenkranz | 5–6 ret.              |